# Atherimorpha fusca
Atherimorpha fusca är en tvåvingeart som beskrevs av Malloch 1932. Atherimorpha fusca ingår i släktet Atherimorpha och familjen snäppflugor. Inga underarter finns listade i Catalogue of Life.